# Švýcarsko na Zimních olympijských hrách 1948
Švýcarsko se účastnilo Zimní olympiády 1948. Zastupovalo ho 70 sportovců (59 mužů a 11 žen) v 9 sportech.

## Medailisté
| Medaile | Jméno | Sport           | Soutěž           |
| ------- | --- | --------------- | ---------------- |
| Zlato   | Edy Reinalter | Alpské lyžování | Muži slalom      |
| Zlato   | Hedy Schluneggerová | Alpské lyžování | Ženy sjezd       |
| Zlato   | Felix Endrich Friedrich Waller | Boby            | Dvojbob          |
| Stříbro | Karl Molitor | Alpské lyžování | Muži kombinace   |
| Stříbro | Antoinette Meyer | Alpské lyžování | Ženy slalom      |
| Stříbro | Fritz Feierabend Paul Eberhard | Boby            | Dvojbob          |
| Stříbro | Hans Gerschwiler | Krasobruslení   | Muži jednotlivci |
| Bronz   | Karl Molitor | Alpské lyžování | Muži slalom      |
| Bronz   | Rolf Olinger | Alpské lyžování | Muži sjezd       |
| Bronz   | Hans Bänninger Reto Perl Emil Handschin Ferdinand Cattini Hans Cattini Hanggi Boller Hans Dürst Walter Paul Dürst Richard Torriani Gebhard Poltera Ulrich Poltera Hans-Martin Trepp Beat Rüedi Fredy Bieler Heini Lohrer Werner Lohrer Otto Schubiger | Lední hokej     | Družstvo mužů    |